# No Worries (песня Disciples и Давида Гетта)
«No Worries» — песня английского продакшн трио Disciples и французского музыкального продюсера и диджея Давида Гетта. Песня вышла 15 апреля 2016 года в цифровом формате. Песня достигла 90-го места в австралийском чарте синглов. Песня была написана Давидом Гетта, Натаном Дювальем, Гэвином Кулманом, Люком Макдермоттом, Кёртисом Ричардсоном, Дэниелом Амеллом, Фредериком Ристерером и Ральфом Вегнером, а вокал — Кёртиса Ричардсона.

## Чарты
| Чарт (2015)                       | Высшая позиция |
| --------------------------------- | -------------- |
| Australia (ARIA)                  | 90             |
| Бельгия/Фландрия (Ultratop Dance) | 24             |

## История релиза
| Регион         | Дата           | Формат                 | Лейбл             | Примечания |
| -------------- | -------------- | ---------------------- | ----------------- | ---------- |
| Европа         | 26 ноября 2015 | Цифровое скачивание    | Parlophone Warner | [ 5 ]      |
| Италия         | 15 апреля 2016 | Contemporary hit radio | Warner            | [ 6 ]      |
| Австралия      | 15 апреля 2016 | Цифровое скачивание    | Parlophone Warner | [ 7 ]      |
| Канала         | 15 апреля 2016 | Цифровое скачивание    | Parlophone Warner | [ 8 ]      |
| Новая Зеландия | 15 апреля 2016 | Цифровое скачивание    | Parlophone Warner | [ 9 ]      |
| Великобритания | 15 апреля 2016 | Цифровое скачивание    | Parlophone Warner | [ 2 ]      |
| США            | 15 апреля 2016 | Цифровое скачивание    | Parlophone Warner | [ 10 ]     |